# لويس ماري أوتيسييه
كان لويس ماري أوتيسييه (الذي ولد يوم 8 فبراير سنة 1772 توفي يوم 21 سبتمبر سنة 1830) رساماً بلجيكياً يرسم المنمنمات. وفقاً لماجوري إي. وايزمان أمين اللوحة الأوروبية في متحف سينسيناتي للفنون، "كان نجاح أوتيسييه كرسام للمنمنمات إلى حد كبير بسبب موهبته كملوّن وتفاصيله الدقيقة للأزياء والإكسسوار". وكان من بين أكثر تلاميذه وأتباعه إنجازًا ألكسندر ديلاتووما (1780-1858) ولويس هنري فونتيناي (1800-1852) ودومينيك دوكاجو (1802-1867). توجد أعماله في مجموعات متحف سينسيناتي للفنون والمتحف الوطني والمجموعة المَلَكِية.

## السيرة الذاتية
وُلد أوتيسييه في مدينة فان في بريتاني، درس الفن تحت إشراف فويترين في المدرسة الوطنية للدراسات العليا للفنون الجميلة. وانضم إلى الجيش الثوري الفرنسي في رين في عام 1791. فقد عمل كسكرتير للقائد المحلي وسرعان ما لوحظت موهبته كرسام. وعندما غادر الجيش في عام 1795، ذهب أوتيسييه إلى باريس وعزز تدريبه من خلال دراسة اللوحات في متحف اللوفر. وفي عام 1796 استقر في بروكسل وهناك كرس نفسه لرسم المنمنمات واشتهر برسوماته.
قُسِّمت السنوات التالية من حياته بين بلجيكا وهولندا وفرنسا. عرض أعماله بانتظام في صالونات في بروكسل وغينت وأنتويرب وأمستردام وباريس. وكان يعمل كثيرا في رسم المنمنمات للملوك والنبلاء والمشاهير من بلجيكا وهولندا. ففي عام 1806 بعد الثورة وتشكيل الإمبراطورية الفرنسية الأولى، عُيّن رسامًا للبلاط الملكي للملك لويس بونابرت ملك هولندا الفرنسي من 1806 إلى 1810 وفي عام 1815 عُيّن رساماً للبلاط الملكي عند ويليام الأول ملك هولندا. وفي الوقت نفسه استخدم الفنان الأسم الأول لوالده من عام 1801 إلى عام 1820 وقام بعرض أعماله تحت اسم جان فرانسوا. عند عودته إلى بروكسل في عام 1809، رسم أوتيسييه صورة لدوق ولينغتون في عام 1817 وفي وقت لاحق في باريس قام برسم الملك لويس الثامن عشر وأفراد العائلة المالكة. وبصرف النظر عن الصور الشخصية عمل اوتيسييه أحيانًا على رسم منمنمات ذات مشاهد تاريخية ويعتبر هذا الفن نادراً في هذا النوع من الرسومات.
عرض أوتيسييه نوعين من المنمنمات في الصالونات السنوية، صور لعملائه الأكثر شهرة، وبدايةً من عام 1811، الصور الفاخرة أو موضوعات النوع المثالي، قُدّمت عموما للبيع في السوق المفتوحة بدلاً من العمولة. وتوصف هذه الدراسات الجذابة للشابات في كتالوجات الصالون بأنها صور إيديال أو دراسات الخيال أو شخصيات الهوى وعادةً ما تتراوح اسعارها بين 400 و600 فرنك وهو مبلغ كبير بالنسبة لتلك الفترة. العديد من العارضين في هذه المنمنمات يرتدون الزي الإقليمي لبلجيكا وهولندا. والبعض الآخر يرتدون ملابس غريبة مثل الملابس الشركسية أو البرتغالية أو الإنجليزية. تشمل لوحاته أكثر من 250 منمنمة، توفي أوتيسييه مفلسًا في بروكسل في 4 سبتمبر 1830.

## قائمة المصادر
الاسناد:
- تتضمن هذه المقالة نصًا من منشور يوجد الآن في المجال العام: براين ومايكل (1886). «لويس ماري أوتيسييه». في القبور، روبرت إدموند (محرر). قاموس برايان للرسامين والنحاتين (آي - كاي). (الطبعة الثالثة). لندن: جورج بيل وأولاده.

- Aronson، Julie؛ Wieseman، Marjorie E. (2006). Perfect likeness: European and American Portrait Miniatures from the Cincinnati Art Museum. Yale University Press. ISBN:0-300-11580-6.
- State، Paul F. (2004). Historical Dictionary of Brussels (ط. 14). Scarecrow Press. ISBN:0-8108-5075-3.
- Lucien Lemaire, Autissier, miniaturiste, 1772-1830 (Lille, 1912) exhibition catalogue Brussels, Kreditbank.
- Autissier et le portraitc miniature romantique en Belgique, exhibition catalogue by Bodo Hofstetter and Philippe Plantade, 1998. Brussels, Kreditbank.